# 美乃すずめ
美乃 すずめ（みの すずめ、1996年5月10日 - ）は、日本のAV女優。エイトマン所属。

## 略歴
2019年8月、『週刊ポスト』2019年8月16・23日号・グラビアシリーズ「なをん。」に「神戸の女 美乃（みの）」としてヌードグラビアデビュー。「NEWSポストセブン」によれば、詳細不明の謎の女として掲載されたことで問い合わせが殺到したと報じている。
2019年10月、配信特化型AVメーカーFALENOのレーベル「FALENOstar」から「美乃すずめ」として専属AV女優デビュー。
2021年2月、「淑女」をテーマにした配信特化型の新メーカー・「DAHLIA」に移籍。
芸名の由来は、上京時に新幹線で出会った芸能人・みのもんたにちなむ。名前はもともと"寿音（すずね）"で考えていたが、カメラマンに「すずめ」と聞き間違えられたことがきっかけで逆にかわいいし、覚えやすいと採用した。
光文社『FLASH』発表の2021年セクシー女優ランキング第23位。2022年5月に発表されたアサヒ芸能「2022現役AV女優SEXY総選挙」で第43位。
2023年5月に発表されたアサヒ芸能「2023現役AV女優SEXY総選挙」第49位。
2024年2月17日、東京・duo MUSIC EXCHANGEで行われた「FALENO FES」に出演。同イベントで行われた各種ファッションショーにてランウェイを歩く。なお、この時点でFALENOグループ最長専属女優となっている。
3月25日週FANZA通販フロアランキングにて、『欲求不満のパート妻達の性欲は底なしで奪い合うように短時間で3回づつ計6回射精さられた…。 美乃すずめ 小野夕子』が初登場1位となる。
2024年4月発売『アサヒ芸能』発表「2024現役AV女優セクシー総選挙」において総合50位（東京圏外、大阪42位）となる。
同年11月16日には東京都内で5周年イベント「スナックすずめ」を開催した。
2025年4月21日週FANZA通販フロアランキングで『「仕事が全然できないクズ新卒君のくせにSEXの方は超優秀で…、立場逆転され完全拘束状態で鬼S激ピスされました…。」』が初登場9位ランクイン。

## 人物
兵庫県出身。
趣味は料理、栄養士の免許を持っており、ヘルシーな料理を作るのが好き、特技は二重跳び。
小学3年の時にお風呂で股間にシャワーを当て気持ち良くなったことがエロへの目覚めだった。
初めての彼氏は、高校2年生・16歳のときにアルバイト先の9歳年上の先輩で、3年間付き合っていた。初体験は、高校2年生・16歳のときにだったが、初めてできた彼氏ではなく、彼氏と同じアルバイト先の先輩(大学生)とした。
20歳の学生の時に現在所属の事務所にスカウトされグラビアでデビューする一歩手前までいったが、直前で躊躇してしまい辞めてしまう。専門学校で栄養士の免許を取り、栄養士とエクササイズのインストラクターとなり、人を綺麗にする仕事にやりがいもあったが、自分が綺麗でいないといけないと思うようになり、そのためにAV女優になろうと決意した。恵比寿マスカッツを見ており、Rioが憧れの存在。
中学から高校まで陸上で走っていて、それ以降筋トレや最近ではヨガなどを取り入れてスタイルを維持するように努めており、ボディメイクの全国大会で入賞したことがある。
2022年7月に写真週刊誌にお笑い芸人「インディアンス」田渕章裕と熱愛報道がなされたが、両者とも友人と答えている。美乃はその後のバラエティ番組『聖ファレノ女学院』において「体調はインディやんすか?」とMCに振られ「イインディやんす」と返したり、辛い物を食べた後に「辛インディやんす」と答えるなど笑いに昇華している。2023年1月1日には田渕と結婚する意向であることが報道されたが、田渕が自身のYouTubeチャンネルを同日アップさせ、報道された内容に関して事実が1つもないと全面否定した。
Netflixの作品地面師たちでは石洋ハウス社長秘書演じ、山本耕史演ずる青柳部長との立ちバックが話題に。絡みの名シーンの撮影秘話では分厚いクッションを挟んでいたとのこと。

## 作品

### アダルトビデオ
「FALENO star」専属
| 配信日        | 発売日     | タイトル                                                                                            | 備考       |
| ------------- | ---------- | --------------------------------------------------------------------------------------------------- | ---------- |
| 2019/10/25    | 2019/11/21 | 新人 FALENO star専属 セックスの女神、現る AV DEBUT 美乃すずめ                                       |            |
| 2019/11/22    | 2019/12/26 | 昇天へ誘う女神の3本番 美乃すずめ                                                                    |            |
| 2019/12/13    | 2020/1/23  | どんな男も優しく射精させてくれる女神の誘惑奉仕 美乃すずめ                                           |            |
| 2020/1/10・24 | 2020/2/6   | 専属女優が在籍する最高級泡姫体験 ソープの女神 美乃すずめ                                            |            |
| 2020/2/7・21  | 2020/3/12  | 女神の寝取られ温泉旅行 美乃すずめ                                                                   |            |
| 2020/3/13・27 | 2020/4/23  | ランジェリーで男たちを射精させまくった12時間 美乃すずめ                                             |            |
| 2020/4/10・24 | 2020/5/8   | 女神の童貞筆下ろし 168cmＧcupくびれ美女がすべてを優しく包み込むこの上なく贅沢で濃厚なSEX 美乃すずめ |            |
| 2020/5/8・22  | 2020/6/11  | 体液ぬるだく全放出!1%の余力も残さない極イカセ汁まみれ性交 美乃すずめ                                |            |
| 2020/6/12・26 | 2020/7/9   | 隣の神乳お姉さんは常にノーブラ透け乳首で、彼氏に隠れてこっそり僕を誘惑してくる 美乃すずめ           |            |
| 2020/8/26・31 | 2020/9/24  | 妻が寝取られアルバイト〜チャラ男の巨根に敗北した嫁〜 美乃すずめ                                     |            |
| 2020/9/10・24 | 2020/10/22 | 美乃すずめ暴走!?ドM素人に触発され痴女覚醒!                                                          |            |
| 2020/11/9・23 | 2020/12/10 | ビーチに舞い降りたホロ酔い女神 美乃すずめ 海で逆ナンパした素人男子のチ○ポ狩り!                      |            |
| 2020/11/26    | 2020/11/26 | SEXの女神 美乃すずめ初BEST FALENOデビュー1周年記念 8タイトル 8時間スペシャル                        | 単体ベスト |
| 2020/12/7・21 | 2021/1/8   | 媚薬アクメ堕ちした美人捜査官 美乃すずめ                                                             |            |
| 2021/1/6・20  | 2021/2/11  | 童貞並の性欲で教え子チ○ポを貪る淫行教師の性活指導 美乃すずめ                                        |            |
| 2021/2/4・18  | 2021/3/11  | 夫のすぐ側でマッサージ師の超テクに溺れる欲求不満な巨乳若妻 美乃すずめ                               |            |
| 2021/8/31     | 2021/9/23  | 美乃すずめFALENO専属出演15タイトル全収録コンプリートBEST12時間                                      | 単体ベスト |

「DAHLIA」専属
| 配信日     | 発売日     | タイトル | 備考             |
| ---------- | ---------- | --- | ---------------- |
| 2021/3/4   | 2021/4/8   | 隣の美人妻に童貞なのがバレて何度も何度も杭打ち騎乗位ピストンでザーメンを搾り尽くされた3日間 美乃すずめ                                               |                  |
| 2021/4/6   | 2021/5/7   | 息子の嫁の無自覚なハミ出し露出誘惑に我を忘れて絶倫性交 美乃すずめ                                                                                    |                  |
| 2021/5/5   | 2021/6/10  | 家事をしている10分間 夫にバレない様、ケモノみたいに後ろから犯してっ! 隣人の旦那さんとこっそり時短Ｗ不倫性交 美乃すずめ                               |                  |
| 2021/6/7   | 2021/7/8   | 終電を逃した旦那の部下をねっとりベロチュウでサイレント逆NTRする社長夫人 美乃すずめ                                                                   |                  |
| 2021/7/7   | 2021/8/12  | 五感を奪う超高級旅館 若女将のねっとり極楽リップ接待                                                                                                  |                  |
| 2021/8/5   | 2021/9/9   | 「ねえ、ペニ舐めたい。」コンプライアンスを守れない。いつも冷静な職場の淫乱美人。                                                                     |                  |
| 2021/9/16  | 2021/10/21 | 谷間を魅せつけ視線で誘惑。僕の思春期、毎日セックスをしてくれた姉が今日帰省します。                                                                   |                  |
| 2021/9/23  | 2021/9/23  | 美乃すずめFALENO専属出演15タイトル全収録コンプリートBEST12時間                                                                                       | 単体ベスト       |
| 2021/10/21 | 2021/11/25 | ごめんなさい、もう別れたいの…別れを拒む彼氏と結んだ《愛人》と言う名の従順契約                                                                        |                  |
| 2021/11/18 | 2021/12/23 | 「脱いで謝罪して。」男を勃たせて喰い漁る。美人痴女クレーマーからの卑猥な要求。                                                                       |                  |
| 2021/12/16 | 2022/1/27  | あなただけには知られたくない… 夫への罪深さを覚えつつ、今日も私は義兄に抱かれる— 。 そして私から求めるまでに… 夫には言えない濃厚な孕ませ性交を…       |                  |
| 2022/1/16  | 2022/2/23  | 恥辱と体液にまみれた美人秘書 夫の傍でも疼きが抑えられない社内寝取られ性交                                                                            |                  |
| 2022/2/16  | 2022/3/24  | 運命の再会。 少しの憐れみからすべてが変わってしまった。 人妻なのに…情けない元上司のサオに堕とされた私。                                              |                  |
| 2022/3/16  | 2022/4/21  | 毎日上司にたっぷり中出しされ、ついにはオヤジ棒の虜になってしまった私                                                                                 |                  |
| 2022/4/18  | 2022/5/26  | 射精しても終わらせない。男潮まで噴射させる搾精メンズエステ。                                                                                         |                  |
| 2022/5/20  | 2022/6/23  | 「これは私だけのサービスですよ…」巨乳でフル勃起したチ○ポをを笑顔で容赦なくヌキ上げてくる家事代行お姉さん                                             |                  |
| 2022/6/17  | 2022/7/21  | 「全身のお熱測りますね。」検診装い突然ベロチュウ。舌倫舐めじゃくり痴女ナース                                                                         |                  |
| 2022/7/19  | 2022/8/25  | 2人きりの密室、汗ばむ身体、混ざり合う性欲…美乃すずめと全てを忘れて朝昼夜とハメ狂いたい。                                                             |                  |
| 2022/8/16  | 2022/9/22  | 無防備な谷間をチラつかせる向かい部屋の巨乳お姉さん。僕をセックスの練習台に誘い激しい腰使いを魅せつけて…                                              |                  |
| 2022/9/16  | 2022/10/20 | 夫の転勤で田舎に越してきた私は地元の男を誘惑し汗だくセックスしています。                                                                             |                  |
| 2022/10/17 | 2022/11/23 | 僕の事を大好きな姉が昔と変わらずオナニーサポートしてくれた。                                                                                         |                  |
| 2022/11/15 | 2022/12/22 | 卑猥なコスチュームで連続抜きしてくれる風俗フルコース!                                                                                                |                  |
| 2022/12/15 | 2023/1/26  | 女上司の挑発を真に受けた童貞部下が朝まで抜かずの絶倫中出し                                                                                           |                  |
| 2023/1/17  | 2023/2/23  | 優しすぎて何でも許しちゃうおっとり天然人妻の無自覚な誘惑。                                                                                           |                  |
| 2023/1/18  | 2023/2/23  | 美乃すずめDAHLIA淑女ベスト 巨乳お姉さんの超誘惑セックス厳選8時間                                                                                     | 単体ベスト       |
| 2023/2/15  | 2023/3/23  | 絶対にハマってはイケない上司の最高の愛人に溺れるとろとろ沼不倫セックス                                                                               |                  |
| 2023/3/15  | 2023/4/20  | 「わたし、旦那に嘘をついて部下と残業しています…。」キメセク不倫NTR                                                                                   |                  |
| 2023/4/20  | 2023/5/25  | 絶倫の童貞大学生宅にコンドームを1つだけ渡された美乃すずめが一泊したら…                                                                               |                  |
| 2023/5/19  | 2023/6/22  | 「終電無いならウチに泊まる?」隠れ巨乳女子社員宅でノーブラポロリ誘惑に負けて性欲解消するまで何度も何度もヤリまくった…                                 |                  |
| 2023/6/16  | 2023/7/20  | エッチなサービスがある銭湯の看板娘 |                  |
| 2023/7/23  | 2023/8/24  | 隣のゴミ部屋に住む無敵のモンスターおじさんに粘着乳首責めでだらしない敏感早漏体質にされた巨乳妻                                                       |                  |
| 2023/8/5   | 2023/9/7   | 女性用風俗呼んだら妹の彼氏…心と身体の隙間を埋めてくれる奉仕セックスに沼堕ちした巨乳妻                                                                |                  |
| 2023/9/5   | 2023/10/12 | 捜査失敗 〇薬潜入捜査官が「キメセク沼」に嵌り堕ちた事件記録                                                                                          |                  |
| 2023/10/6  | 2023/11/9  | 【絶対安静】身動き禁止の患者が悶え果てるゆっくり刺激が苦し気持ちいいスロー射精管理                                                                   |                  |
| 2023/11/7  | 2023/12/7  | 巨乳講師がレッスン中に拒みきれず身体を許したら性欲覚醒密室汗だく性交                                                                                 |                  |
| 2023/12/13 | 2024/1/11  | 主観+ASMRで没入感MAXアナタをじっくり見つめて囁き淫語連射確定中出しエステ                                                                             |                  |
| 2024/1/9   | 2024/2/8   | ゴリマッチョ＆体力お化け限定16連続中出し大乱交 |                  |
| 2024/2/17  | 2024/3/20  | 昼夜問わず弄り集団につけ狙われた人妻OL |                  |
| 2024/3/20  | 2024/4/25  | 欲求不満のパート妻達の性欲は底なしで奪い合うように短時間で3回づつ計6回射精さられた…。                                                                | 共演：小野夕子   |
| 2024/4/13  | 2024/5/23  | 夫のいない日中、義理の息子に寸止めリモバイ責めされて淫乱化した人妻                                                                                   |                  |
| 2024/5/30  | 2024/6/20  | 「中で出していいよ」結婚直前、大好きだった元彼とテントの中で最後の一泊二日のキャンプデート                                                           |                  |
| 2024/6/16  | 2024/7/25  | 年上の性欲強すぎ巨乳インストラクターの年下彼ピにさせられた                                                                                           |                  |
| 2024/7/22  | 2024/8/22  | 関係を持って今年で5年。会社経営の父は私にとっては１人の男です。今では危険日に何度も中出しをしています。                                              |                  |
| 2024/8/31  | 2024/9/26  | 混浴温泉NTR 結婚直前の彼女の親友を孕ませてしまった…。                                                                                                |                  |
| 2024/9/25  | 2024/10/10 | チン凸を誘うデカマラマニア妻短小夫とは段違いの快感に禁断のナマナカ懇願した悪妻                                                                       |                  |
| 2024/10/20 | 2024/11/7  | デビュー5周年作品素人感謝祭「発射させてもらえませんか?」絶倫男性を発射させただけ移動できるヤリタイ放題ワゴン旅                                       |                  |
| 2024/11/24 | 2024/12/12 | 失業夫がトチ狂って始めた妻の肉体ネットオークション                                                                                                   |                  |
| 2024/12/31 | 2025/1/23  | 妻の大親友がナイトプールで逆NTR『脱いだらモデル級のビキニ姿に興奮して勃起しているのがバレて…笑顔の誘惑に我慢できず何度も浮気中出ししちゃいました。』 | 共演：若宮はずき |
| 2025/1/26  | 2025/2/20  | オナニーを見られた向かい部屋の人妻は旦那に内緒で中出しオナホに堕とされた                                                                             |                  |
| 2025/2/22  | 2025/3/20  | 謝罪NTR 夫の罪を償う為に肉体を捧げた身代わり人妻 |                  |
| 2025/3/28  | 2025/4/24  | 『甘美なる接吻、裏切りの不倫。』婚約者の浮気を知って、性に奔放になってイケてる社長と濃密KISSしてハメを外して日常は壊れていった。                     |                  |
| 2025/4/26  | 2025/5/22  | 仕事が全然できないクズ新卒君のくせにSEXの方は超優秀で…、立場逆転され完全拘束状態で鬼S激ピスされました…。                                             |                  |
| 2025/5/26  | 2025/6/26  | 美乃すずめ DAHLIA専属 2nd BEST8時間 最もエロティックで、最もフェティッシュで、最もエレガントなオンナ!                                                | 単体ベスト       |
| 2025/6/14  | 2025/7/10  | 美美脚崩壊ガクブル痙攣立ちバックSPECIAL! スレンダーお姉さんの膣奥直撃【クランク絶頂イキ】まくりオーガズム!!! 後ろから尻穴に挿れる!                   |                  |
| 2025/7/6   | 2025/8/7   | 「お前に妻を妊娠させて欲しいんだ…。」代理妊活NTR |                  |
| 2025/8/2   | 2025/9/11  | スワッピングNTR マンネリ解消の夫婦交換で巨乳妻を総取りされた温泉旅行                                                                                 | 共演：角奈保     |

### VR
- AV女優「美乃すずめ」と同棲はじめました。ボクしか知らないイチャエロ性活（2021年8月13日、DAHLIA）
- 上品な見た目で下品なサービスでヌキ尽くすASMR丁寧淫語 痴女メンズエステ（2021年9月10日、DAHLIA）

### イメージビデオ
- Suzume lovely tropical bird/美乃すずめ（2021年2月18日、REbecca）※Blu-ray同時発売
- 湯女美人（2021年11月26日、スパイスビジュアル）
- 美麗なハダカ（2022年11月30日、スパイスビジュアル）
- REbecca STARS10 - The charmings（2023年2月16日、REbecca）※Blu-ray同時発売　その他出演：明里つむぎ、JULIA、架乃ゆら、小倉由菜、本庄鈴、小梅えな、石原希望、鈴村あいり、唯井まひろ、桃園怜奈、伊藤舞雪
- 湯女美人Ⅱ（2024年7月31日、スパイスビジュアル）

### デジタル写真集
- 週刊ポストデジタル写真集「神戸の女 美乃」（2019年8月19日、小学館、撮影:西田幸樹）
- 週刊ポストデジタル写真集「神戸の女 VS 湘南の女 愛をちょうだい」（2019年12月23日、小学館、撮影:西田幸樹） 共演:小野夕子
- 週刊ポストデジタル写真集「ファレノALLSTARS HEAVEN」（2020年8月3日、小学館、撮影:小林修士）共演:天川そら、有坂真宵、二階堂夢、橋本ありな、桃尻かなめ、吉高寧々
- 週刊ポストデジタル写真集「美乃すずめ That's Nude!」（2021年1月15日、小学館、撮影:笠井爾示）
- 週刊ポストデジタル写真集「ダリアALLSTARS 花園」（2021年2月5日、小学館、撮影:熊谷貫） 共演:東凛、友田彩也香、七海ティナ
- アサ芸SEXY女優写真集「乳惑の女 美乃すずめ」（2021年3月5日、徳間書店、撮影:上野勇）
- アサ芸SEXY女優写真集「愛人のスズメ 美乃すずめ」（2021年4月9日、徳間書店、撮影:山口勝己）
- 週刊ポストデジタル写真集「エイトマン15周年企画　8woman　裸天使∞態」（2021年8月16日、小学館、撮影：西田幸樹） 共演：葵つかさ、吉高寧々、鷲尾めい、七海ティナ、桃尻かなめ、天国るる、胡桃まどか
- 週刊ポストデジタル写真集「エイトマン15周年企画　8woman　rouge　美乃すずめ×鷲尾めい」（2021年9月1日、小学館、撮影：西田幸樹） 共演：鷲尾めい
- 週刊ポストデジタル写真集「エイトマン15周年企画　8woman　ヌルヌル∞パラダイス」（2021年9月8日、小学館、撮影：西田幸樹） 共演：葵つかさ、吉高寧々、鷲尾めい、七海ティナ、桃尻かなめ、天国るる、胡桃まどか
- アサ芸SEXY女優写真集「エイトマン15周年企画　8woman　エイトマン女優8人のいちばん長い日」（2021年9月30日、徳間書店、撮影：西田幸樹） 共演：葵つかさ、吉高寧々、鷲尾めい、七海ティナ、桃尻かなめ、天国るる、胡桃まどか
- 週刊ポストデジタル写真集「SIDE: A」（2021年11月15日、小学館、撮影：西田幸樹）共演：葵つかさ、吉高寧々、鷲尾めい、七海ティナ、桃尻かなめ、天国るる、胡桃まどか
- 週刊ポストデジタル写真集「SIDE: B」（2021年11月15日、小学館、撮影：西田幸樹）共演：葵つかさ、吉高寧々、鷲尾めい、七海ティナ、桃尻かなめ、天国るる、胡桃まどか
- 週刊ポストデジタル写真集「美乃すずめ×小野夕子　神戸の女vs湘南の女～特装合本版～」（2022年4月28日、小学館、撮影：西田幸樹）共演：小野夕子　※『神戸の女』+『湘南の女』+『神戸の女vs湘南の女　愛をちょうだい』+ 完全未公開カット26点
- アサ芸SEXY女優写真集「不倫日記～溺愛～」（2022年6月29日、徳間書店、撮影：松田忠雄）
- アサ芸SEXY女優写真集「不倫日記～接吻～」（2022年6月29日、徳間書店、撮影：松田忠雄）
- 週刊ポストデジタル写真集 8woman Next Stage 美裸神∞契（2022年8月8日、小学館、撮影：西田幸樹）共演：葵つかさ、吉高寧々、鷲尾めい、七海ティナ、桃尻かなめ、天国るる、胡桃まどか
- 週刊ポストデジタル写真集 8woman Next Stage 美乃すずめ×つばさ舞 mojito（2022年8月19日、小学館、撮影：西田幸樹）
- 週刊ポストデジタル写真集 8woman Next Stage TREASURES（2022年12月16日、小学館、撮影：西田幸樹）共演：葵つかさ、吉高寧々、鷲尾めい、七海ティナ、桃尻かなめ、天国るる、胡桃まどか
- 美乃すずめ オフィシャル写真集「EpicBody」（ヌード写真集）（2023年6月1日、SOD publishing、撮影：上野勇）
- 美乃すずめ オフィシャル写真集「EpicBody」（ノーヌード写真集）（2023年6月1日、SOD publishing、撮影：上野勇）
- 美乃すずめ オフィシャル写真集「EpicBody Off Shot Book」（2023年6月1日、SOD publishing、撮影：上野勇）
- 週刊ポストデジタル写真集 8woman Last Dance 裸女神∞景（2023年8月7日、小学館、撮影：西田幸樹）共演：葵つかさ、吉高寧々、鷲尾めい、つばさ舞、凪ひかる、藤井蘭々、女神ジュン
- 週刊ポストデジタル写真集 8woman Last Dance 美乃すずめ（2023年8月21日、小学館、撮影：西田幸樹）
- 週刊ポストデジタル写真集 8woman Last Dance JEWELS（2023年12月17日、小学館、撮影：西田幸樹）共演：葵つかさ、吉高寧々、鷲尾めい、つばさ舞、凪ひかる、藤井蘭々、女神ジュン
- 美乃すずめ×つばさ舞×八蜜凛×藤かんな　美女4人ホカホカ湯けむり旅　お風呂でびちゃびちゃ編（2024年11月25日、小学館、撮影：西田幸樹）
- 美乃すずめ×つばさ舞×八蜜凛×藤かんな　美女4人ホカホカ湯けむり旅　浴衣でわちゃわちゃ編（2024年11月25日、小学館、撮影：西田幸樹）
- 美乃すずめ×つばさ舞×八蜜凛×藤かんな　美女4人ホカホカ湯けむり旅　豪華100ページ超完全版（2024年11月25日、小学館、撮影：西田幸樹）
- 美乃すずめ　忘れられない女　FRIDAYデジタル写真集（2025年5月2日、講談社、撮影：篠原潔）

### 写真集
- The Nude Vol.6（2020年10月29日、日本カメラ社）
- 優美（2021年8月25日、彩文館出版）
- 8woman ―エイトマン女優8人のいちばん長い日（2021年9月28日、徳間書店、撮影：塩原洋）
- ドキュメント 8woman エイトマン女優８人の七日間の軌跡（2022年9月24日、徳間書店、撮影：塩原洋）
- ROMANCE（2022年12月24日、徳間書店、撮影：松田忠雄）
- 新妻密会 （2023年5月22日、大洋図書）
- 新妻密会 vol.2（2023年9月26日、大洋図書）
- ドキュメント８woman 2021－2023 エイトマン女優14人の3年間の軌跡（2023年11月13日、徳間書店、撮影：西田幸樹、塩原洋）共演：葵つかさ、吉高寧々、鷲尾めい、つばさ舞、凪ひかる、藤井蘭々、女神ジュン、五十嵐なつ、八蜜凛、桃尻かなめ、七海ティナ、天国るる、胡桃まどか
- nymph（2024年12月16日、徳間書店、撮影：西田幸樹）

### トレーディングカード
- AVC ジューシーハニーコレクションカード PLUS#19（2023年9月30日、ハバロッサ）

### アダルトグッズ
- AVミニ名器 美乃すずめ（2022年12月16日、日暮里ギフト）
- 美乃すずめのAV名器汁ローション（2022年12月16日、日暮里ギフト）
- FALENO STAR HOLE 美乃すずめ（2024年10月4日、YURIA）

## 出演

### テレビ
- ゴッドタン（2024年5月26日 、テレビ東京）
- 桃色探訪〜伝説の風俗〜 #15【神田編】（2024年7月27日、チャンネルNECO）- 君島朋美/弓香 役（二役）

### 配信
- 聖ファレノ女学院（2020年8月21日 ‐ 、FALENO公式YouTubeチャンネル）
- ロンドンハーツABEMA特別編（2022年5月31日、ABEMA）アンケート協力[27]
- 地面師たち（2024年7月25日 - 、Netflix）- 社長秘書

## 掲載

### 雑誌
- 週刊ポスト 2019年8月16・23日号（小学館） - グラビア「なをん。神戸の女の物語」※「美乃」名義
- 週刊ポスト 2019年8月30日号（小学館） - グラビア「なをん。神戸の女の話」※「美乃」名義
- 週刊アサヒ芸能 2019年10月24日号（徳間書店） - グラビア「写真集1位独占 神戸の女 完全ヘア」
- 週刊実話 2019年11月7日号（日本ジャーナル出版） - 袋とじ「SEXの女神降臨」
- 週刊ポスト 2019年11月8・15日号（小学館） - グラビア「なをん。大豊作感謝祭」※「美乃」名義
- 週刊アサヒ芸能 2019年12月26日号（徳間書店） - グラビア「欲情 “神戸の女”再び 」
- 週刊ポスト 2020年1月3・10日号（小学館） - グラビア「なをん。神戸の女 美乃VS湘南の女 夕子」※「美乃」名義（共演:小野夕子）
- 週刊ポスト 2020年1月31日号（小学館） - グラビア「なをん。 美乃VS夕子 どっちが欲しい?」※「美乃」名義（共演:小野夕子）
- 週刊アサヒ芸能 2020年3月19日号（徳間書店） - グラビア「不倫［神戸の女］」
- 週刊大衆 2020年4月20日号（双葉社） - グラビア「神戸の女 Gカップ (禁)秘部」
- 週刊アサヒ芸能 2020年5月28日号（徳間書店） - グラビア「OL 美乃すずめ 休日オフィス密会」
- 週刊大衆 2020年6月1日号（双葉社） - グラビア「神戸の美女 Gカップ 大開脚」
- 週刊ポスト 2020年8月14・21日号（小学館） - グラビア「ファレノALLSTARSの天国」（共演:天川そら、有坂真宵、二階堂夢、橋本ありな、桃尻かなめ、吉高寧々）
- 日本カメラ 2020年11月号（日本カメラ社） - 表紙、「『The Nude Vol.6』 発売直前撮りおろし スペシャルギャラリー」[28]